# Бандулић
Бандулић (алб. Banullë) је насеље у општини Липљан, Косово и Метохија, Република Србија. Налази се на око седамнаест километара од Приштине.

## Географија
Бандулић се налази на 553 метара надморске висине, и то на координатама 42° 31′ 12" северно и 21° 09′ 00" источно.
Налази се на око седамнаест километара од Приштине.

## Демографија
| Етнички састав према попису из 1981.‍ | Етнички састав према попису из 1981.‍ | Етнички састав према попису из 1981.‍ | Етнички састав према попису из 1981.‍ | Етнички састав према попису из 1981.‍ |
| ------------------------------------ | ------------------------------------ | ------------------------------------ | ------------------------------------ | ------------------------------------ |
|                                      |                                      |                                      |                                      |                                      |
| Албанци                              | Албанци                              |                                      | 1.250                                | 99,44%                               |
| Турци                                | Турци                                |                                      | 7                                    | 0,55%                                |

| Демографија | Демографија | Демографија |
| Година      | Становника  | Становника  |
| ----------- | ----------- | ----------- |
| 1948.       | 509         |             |
| 1953.       | 585         |             |
| 1961.       | 688         |             |
| 1971.       | 926         |             |
| 1981.       | 1.254       |             |
| 1991.       | 1.625       |             |